# チャールズ・オースチン
チャールズ・オースチン (Charles Austin、1967年12月19日-)は、アメリカ合衆国の陸上競技選手。走高跳の選手として1992年バルセロナオリンピックから3大会連続出場し、1996年アトランタオリンピックでは2m39のオリンピック新記録でポーランドのアルツール・パルティカらを抑え、金メダルを獲得した。
オースチンは、1991年の世界陸上でも2.38mの記録で金メダルを獲得している。

## 主な実績
| 年   | 大会                     | 場所                             | 種目   | 結果 | 記録 |
| ---- | ------------------------ | -------------------------------- | ------ | ---- | ---- |
| 1991 | 世界陸上選手権           | 東京(日本)                       | 走高跳 | 金   | 2m38 |
| 1992 | オリンピック             | バルセロナ(スペイン)             | 走高跳 | 8位  | 2m28 |
| 1996 | オリンピック             | アトランタ(アメリカ合衆国)       | 走高跳 | 金   | 2m39 |
| 1997 | 世界室内陸上選手権       | パリ(フランス)                   | 走高跳 | 金   | 2m35 |
| 1998 | IAAFグランプリファイナル | モスクワ(ロシア)                 | 走高跳 | 3位  | 2m28 |
| 1998 | IAAF陸上ワールドカップ   | ヨハネスブルグ(南アフリカ共和国) | 走高跳 | 1位  | 2m31 |
| 1999 | 世界室内陸上選手権       | 前橋(日本)                       | 走高跳 | 銅   | 2m33 |
| 2000 | オリンピック             | シドニー(オーストラリア)         | 走高跳 | ―    | 2m20 |

## 自己ベスト
- 走高跳　2m40 (1991年8月7日、世界歴代7位)